# 6571 Sigmund
6571 Sigmund è un asteroide della fascia principale. Scoperto nel 1960, presenta un'orbita caratterizzata da un semiasse maggiore pari a 2,4793991 UA e da un'eccentricità di 0,1535032, inclinata di 6,29886° rispetto all'eclittica.